# Ніколь Упгофф
Ніколь Упгофф (нім. Nicole Uphoff, 25 січня 1967) — німецька вершниця.
Олімпійська чемпіонка 1992 (індивідуальна виїздка), 1992 (командна виїздка) років, учасниця 1988 року.
Чемпіонка Європи з виїздки 1989 (індивідуальна виїздка), 1989 (командна виїздка), 1991 (командна виїздка), 1993 (довільна виїздка), 1993 (командна виїздка), 1995 (командна виїздка) років, срібна призерка 1991 року в обов'язковій виїздці.
Переможниця Всесвітніх ігор з кінного спорту 1990 року в індивідуальній виїздці, 1990, 1994 років у командній виїздці, срібна призерка 1994 року в обов'язковій виїздці.